# HMS Sussex (96)
«Сассекс» (96) (англ. HMS Sussex (96) — військовий корабель, важкий крейсер типу «Каунті» підтипу «Лондон» Королівського військово-морського флоту Великої Британії за часів Другої світової війни.

## Історія створення
Важкий крейсер «Сассекс» був закладений 1 лютого 1927 року на верфі Hawthorn Leslie and Company у Геббурні. 22 лютого 1928 року корабель спущений на воду, а 19 березня 1929 року увійшов до складу Королівських ВМС Великої Британії.

## Загальні дані
Важкий крейсер став третім кораблем Королівського флоту, який отримав назву на честь історичного графства на півдні Англії. Перший його попередник був вітрильним фрегатом IV класу (1652). Другий «Сассекс» — 80-гарматний трищогловий вітрильний лінійний корабель кінця XVII століття.

## Дизайн і конструкція

#### Особливості конструкції
«Сассекс» належав до другого підтипу «Лондон» важких крейсерів типу «Каунті», що будувалися у післявоєнний час. Важкі крейсери цього типу мали певні проблеми в бронюванні, ставши предметом нескінченних дискусій і суперечок.
Новий крейсер підтипу «Лондон» мав однакові з кораблями попередньої серії «Кент» обриси. Основними зовнішніми відмінностями крейсера від однотипних кораблів двох останніх серій було:
- більш традиційні обводи корпусу (без булів) і пов'язана з цим зміна головних розмірів корабля (корпус крейсера подовжився на 0,84 м);
- доданий другий шар внутрішньої обшивки корпусу;
- форштевень придбав більший нахил;
- перенесення носової надбудови на 7,5 м у бік корми для поліпшення кутів обстрілу башти головного калібру (ГК) «В»;
- перенесення грот-щогли ближче до башти ГК «X»;
- перенесення радіорубки і головних генераторів у броньовані льохі дрібнокаліберної зенітної артилерії;
- боєзапас до зенітних гармат розмістили в льохах 102-мм снарядів (40-мм снаряди автоматів «пом-пом») і в неброньованих приміщеннях (набої для 7,62-мм кулеметів).

#### Конструкція крейсера
«Сассекс» був гладкопалубним високобортним кораблем з трьома високими трубами і двома щоглами.
Корпус крейсера мав класичну півбакову конструкцію з похилим форштевнем і крейсерською кормою. Обводи характерні для британської школи кораблебудування: округлі скули корпусу з характерним зламом. Корпус виготовлявся зі сталі і був розділений поперечними водонепроникними перегородками на 13 відсіків. Клепана конструкція зв'язувалася в єдине ціле за методом звичайного змішаного набору поперечних шпангоутів і поздовжніх стрингерів. По всій довжині корпусу проходило подвійне дно, відсіки якого використовувалися для розміщення запасу палива.
Загальна довжина корпусу між перпендикулярами — 192,86 м, бімс — 20 м та осадку до 5,5 м. Водотоннажність бойового корабля становила: стандартна — 10 196 та повна — 13 640 довгих тонн відповідно.
Головна енергетична установка крейсера становила чотири триколекторні Адміралтейських котли з пароперегрівником і чотири одноступінчатих турбозубчатих редуктори Parsons. Схема розташування установки — ешелонна. Котли були розташовані у двох котельних відділеннях попарно. Робочий тиск пари — 17,02 атм., робоча температура — +343 °C, нормальний час підготовки корабля до походу — 4 години. Турбозубчаті агрегати (ТЗА) розташовувалися у двох машинних відділеннях.
Проєктна потужність силової установки становила 80 000 к. с. При швидкості ходу 14 вузлів кількість оборотів гвинтів становила 120 на хвилину, а при максимальній швидкості — перевищувало 300 об/хв. Значний, 3200—3370 тонн запас флотського мазуту давав змогу здійснювати переходи на 13 300—13 700 миль при економічному ході 12 вузлів. При швидкості 14 вузлів дальність плавання зменшувалася до 10 400 миль, при 30,9 вузлах — 3100—3300 миль, при 31,5 вузлах — 2300 миль. В режимі економної швидкості корабель спалював 2,9 т нафти на годину, а при максимальній — 31,5 т/год. Запас прісної води — 380 т.

### Бронювання
Крейсер «Сассекс», як усі важкі крейсери цього типу практично не мав бортової броні. Замість цього британські суднобудівники використовували метод посиленого бронювання уразливих місць, з використанням так званого «коробчастого» броньового захисту, які як би замикалися в броньові «короби». Таким чином були захищені машинні відділення, башти головного калібру і льохи боєзапасу.
Бічні стінки машинних відділень виготовлялися з броньових плит завтовшки 25 мм. З торців вони закривалися броньовими перегородками такої ж товщини, а зверху — 35-мм броньовою палубою. Бічні стінки артилерійських льохів башт «В» і «X» мали товщину 111 мм, а передні, задні і верхні — 76 мм. Броньові «короби» льохів башт «А» і «Y» по всьому периметру мали товщину 25 мм.
Броньовий захист башт головного калібру виконувався по колу з листів нецементованої сталі товщиною 25 мм. Таку ж товщину мали дах башт та барбети. Підлоги башт виготовлялися з 19-мм плит броньової стали.
Маючи вкрай слабке бронювання, крейсер повсюдно називали «бляшаною консервною банкою» або просто «бляшанкою».

### Озброєння
Корабельна артилерія головного калібру (ГК) крейсера «Сассекс»: вісім 203-мм (8-дюймових) гармат BL 8 inch Mk VIII у подвійних корабельних баштах типу Mk.I: «A», «B», «X» та «Y» з гідравлічним приводом. Загальна вага бортового залпу становила 940 тонн, а швидкострільність — 4 постр/хв. 203-мм снаряди пробивали на дальності 10 000 м броню завтовшки 150 мм, на 20 000 м — 80 мм. Боєзапас становив 150 пострілів на ствол.
Допоміжне артилерійське озброєння корабля включало чотири 102-мм універсальних гармат QF 4 inch Mk V з довжиною ствола у 45 калібрів у чотирьох спарених палубних установках Mk.IV. Боєзапас гармат становив 200 снарядів.
Зенітне озброєння складалося з комплексу автоматичних зенітних гармат та кулеметів, а саме чотирьох 40-мм автоматичних зенітних гармат Vickers QF 2 pounder Mark II, так званих «пом-пом», та восьми 12,7-мм зенітних кулеметів Vickers .50.
Торпедне озброєння крейсера складалося з двох чотиритрубних 21-дюймових (533-мм) торпедних апаратів QRIV у поворотних установках, що розташовувалися на верхній палубі по бортах під платформою установок зенітної артилерії. На кораблі встановлювалися РЛС типів 281В, 283, 293, 274, 277 та 2 зенітних директори HACS Mk. l.
На момент введення «Сассекса» до строю, авіації на ньому не було. Тільки у 1932 році на кораблі були розміщені три гідролітаки Fairey IIIF Mk IIIB. Запуск літака здійснювався з порохової поворотної катапульти SIIL фірми Ransomes & Rapier Ltd. Для підйому з води і установки на катапульту гідролітаків по правому борту були встановлені крани.

### Модернізації та модифікації
За роки служби «Сассекс» неодноразово модернізувався та переозброювався. У 1929—1930 роках замість 12-футового далекоміра встановили новий зенітний директор HACS Mk.l. У 1934 році відбулася заміна авіаційного озброєння — Fairey IIIF Mk IIIB змінив Hawker Osprey, а в 1937 році Hawker Osprey замінив Supermarine Walrus.
У 1936-37 роках на крейсер на узвишші за головним директором Mk III встановили додатковий зенітний директор Mk I.
У серпні 1942 року на «Сассексі» встановили додаткове корабельне озброєння:
- чотири спарених установки 102-мм гармат 4"/45 QF Mark XIX;
- дві восьмиствольні зенітні установки 40-мм гармат 2-pdr/39 QF Mark VI з РЛС цілевказання Тип 282;
- десять одинарних 20-мм установок «Ерлікон»;
- універсальні оглядові РЛС Тип 273 і Тип 281;
- радар цілевказання Тип 285, який використовувався для виявлення цілей і управління зенітним озброєнням із застосуванням комп'ютерів управління вогнем і далекоміром-директором.

До кінця 1943 року додалося ще одинадцять одинарних 20-мм зенітних установок «Ерлікон», але була демонтована катапульта. З червня 1944 року по березень 1945 крейсер пройшов останню модернізацію:
- демонтована башта «X»;
- встановлено 4 восьміствольних установки 40-мм гармат 2-pdr/39 QF Mark VI (на додаток до двох наявних);
- 15 одинарних 20-мм установок «Ерлікон» замінено на чотири спарених;
- доданий універсальний оглядовий радар Тип 293; радар Тип 281 замінений на Тип 281B;
- додані РЛС цілевказання Тип 277 і Тип 283.

## Історія служби

### Довоєнний час

#### 1939—1942
18 березня 1929 року «Сассекс» разом з однотипними «Лондон», «Девоншир» та «Шропшир» увійшли в 1-шу ескадру крейсерів Середземноморського флоту Великої Британії. У 1934 році крейсер вийшов до берегів Австралії на заміну однотипного важкого крейсера «Австралія», який переводився до складу Середземноморського флоту. Під час переходу «Сассекс», на борту якого знаходився герцог Глостерський, супроводжував ще один крейсер типу «Каунті» — «Канберра».
«Сассекс» залишався з Королівським військово-морським флотом Австралії до вересня 1935 року, коли у зв'язку з Абіссинською кризою він знову був переведений в Середземне море. У жовтні він увійшов до складу загону кораблів, що базувалися в Порт-Саїді (разом з легкими крейсерами «Емеральд» та «Коломбо», а в 1937 році перейшов в Александрію.
Після початку громадянської війни в Іспанії крейсер разом з однотипним «Лондоном» патрулював іспанські води в південній зоні відповідальності Великої Британії разом з есмінцями «Інтрепід» та «Імпалсів». У серпні 1938 року «Сассекс» разом з лінійним крейсером «Худ» прибув у порт Пальма на острові Майорка, де останній прийняв на борт екіпаж британського судна, потопленого в ході авіанальоту. Після короткого відвідування Мальти «Сассекс» перейшов до Англії. На початку 1939 року крейсер знову перейшов у розпорядження командувача Середземноморським флотом.

### Друга світова
У вересні 1939 року, на момент початку Другої світової війни, важкий крейсер «Сассекс» разом з «Шропширом» перебували у З'єднанні Н і незабаром після вступу Великої Британії у війну, він увійшов до складу сил Королівського флоту, що діяли у Південній Атлантиці та Індійському океані, намагаючись розшукати ворожий німецький рейдер, важкий крейсер «Адмірал граф Шпеє». 2 грудня він разом з лінійним крейсером «Рінаун» перехопили німецьке пасажирське судно «Ватуссі». Перш ніж захопити німецький корабель, його власний екіпаж встигнув затопити своє судно. У грудні 1939 року, після перемоги в битві біля Ла-Плати над крейсером «Адмірал граф Шпеє» «Сассекс» повернувся до Великої Британії, де увійшов до складу сил Домашнього Флоту.

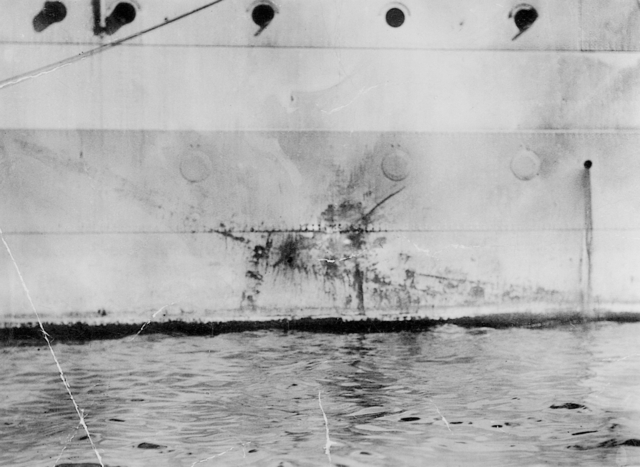
Слід на місці удару японського літака-камікадзе у борт «Сассекса». Липень 1945

Наприкінці грудня «Сассекс» переведений до 4-ї крейсерської ескадри Східного флоту і 6 січня 1940 року прибув на острів Цейлон. 30 січня в порту Коломбо він та австралійський легкий крейсер «Гобарт» узяли під охорону конвой військових транспортів US 1, який у супроводі лінкора «Раміліз» перевозив до Суеца контингент австралійських і новозеландських військ. 8 лютого конвой минув Аден і 12 числа прибув до Суеца, після чого кораблі ескорту повернулися до своїх баз.
Наприкінці березня крейсер прибув на ремонт до Ліверпуля, а після закінчення робіт був знову включений до складу 1-ї крейсерської ескадри Домашнього флоту, флагманським кораблем якої був «Девоншир». Але, вже через чотири місяці «Сассекс» направили на черговий ремонт у Глазго.
18 вересня, в ході одного з авіанальотів Люфтваффе, у крейсер, що стояв у доці, влучила 250-кг бомба, котра вибухнула в районі другого машинного відділення. Спалахнула пожежа, що незабаром стала неконтрольованою і уникнути вибуху корабля, командир ухвалив рішення про його затоплення. Ремонтні роботи по підйому та відновленню корабля тривали майже два роки і закінчилися в серпні 1942 року. У вересні 1942 року крейсер повернувся до 1-ї ескадри флоту.

#### 1943—1945
У січні 1943 року «Сассекс» здійснив перехід до Момбаси, звідкіля перейшов до 4-ї крейсерської ескадри Східного флоту в Індійському океані. 26 лютого на своєму шляху він перехопив та затопив німецький танкер «Hohenfriedburg» на південь на захід від мису Фіністерре, але потім піддався атаці німецького підводного човна U-264. «Сассекс» уникнув чотирьох торпед, випущених у нього німецькими підводниками.
У березні крейсер в черговий раз повернувся до 4-ї ескадри, але ще кілька місяців перебував на виконанні завдань у Південній Атлантиці. У грудні він пройшов ремонт у Бомбеї, після закінчення якого, в січні 1944 року нарешті приєднався до кораблі Східного флоту на Цейлоні. У лютому-березні з'єднання кораблів флоту, що складалося з авіаносця «Ілластріас», крейсерів «Сассекс» і «Гамбія», а також двох есмінців, здійснювало пошук ймовірних німецьких проривачів блокади в районі на північний захід від Кокосових островів.

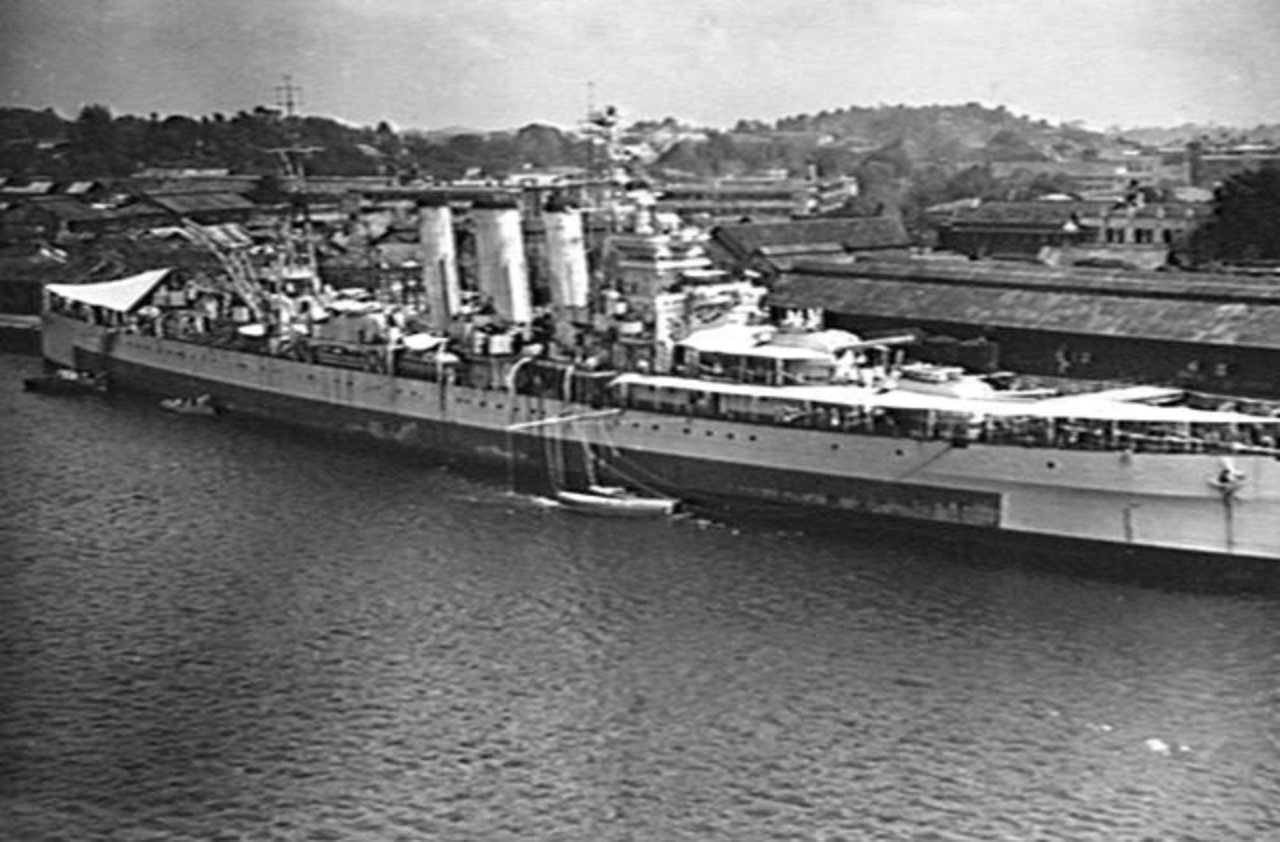
Британський важкий крейсер «Сассекс» у Сінгапурі. 12 вересня 1945

З червня 1944 по березень 1945 року «Сассекс» проходив черговий ремонт у Ширнессі, причому крейсер номінально лічився в 10-й крейсерській ескадрі Флоту метрополії. Після закінчення ремонту його повернули на Далекий Схід, де в липні взяв участь у звільненні від японців Малайського півострова. 24-26 липня у складі з'єднання віцеадмірала Вокера разом з лінкором «Нельсон», ескортними авіаносцями «Емір» та «Імпрес», чотирма есмінцями «Ротергам», «Рейсхорс», «Паладин» і «Рейдер», він прикривав протимінне тралення прибережних вод півострова, яке здійснювала 2-га група 7-ї флотилії тральщиків. Попутно палубна авіація завдала удару по зайнятому японським гарнізоном перешийку Кра, а кораблі ескорту обстріляли берегові споруди. 26 липня відбулася перша і єдина атака камікадзе на кораблі Східного флоту при проведенні операції «Лівері», в результаті якої «Сассекс» і авіаносець «Емір» отримали пошкодження, а тральщик «Вестал» був потоплений.
5 вересня 1945 року об 11:30 «Сассекс» увійшов до гавані Сінгапуру, несучи прапор контрадмірала Седріка Голланда. Генерал Сейсіро Ітагакі, командуючий гарнізоном Сінгапуру, піднявся на борт британського корабля, де він підписав офіційну капітуляцію армії, завершивши тим самим операцію «Тайдрайс», план союзників щодо повернення Сінгапуру.

### Після війни
Після завершення війни «Сассекс» залишався у лавах Тихоокеанського флоту Великої Британії ще близько року. У вересні 1946 року виведений до резерву в Девонпорті. З середини 1947 до кінця 1948 року проходив службу у 5-й крейсерській ескадрі на Тихому океані, з базуванням на Гонконг. У лютому 1949 року він повернувся до Англії, де був виведений у резерв, і наприкінці року виключений зі списків флоту.
3 січня 1950 року «Сассекс» продали на злам і в лютому він прибув на підприємство British Iron & Steel Corporation, де був розібраний на брухт.